# Claffo

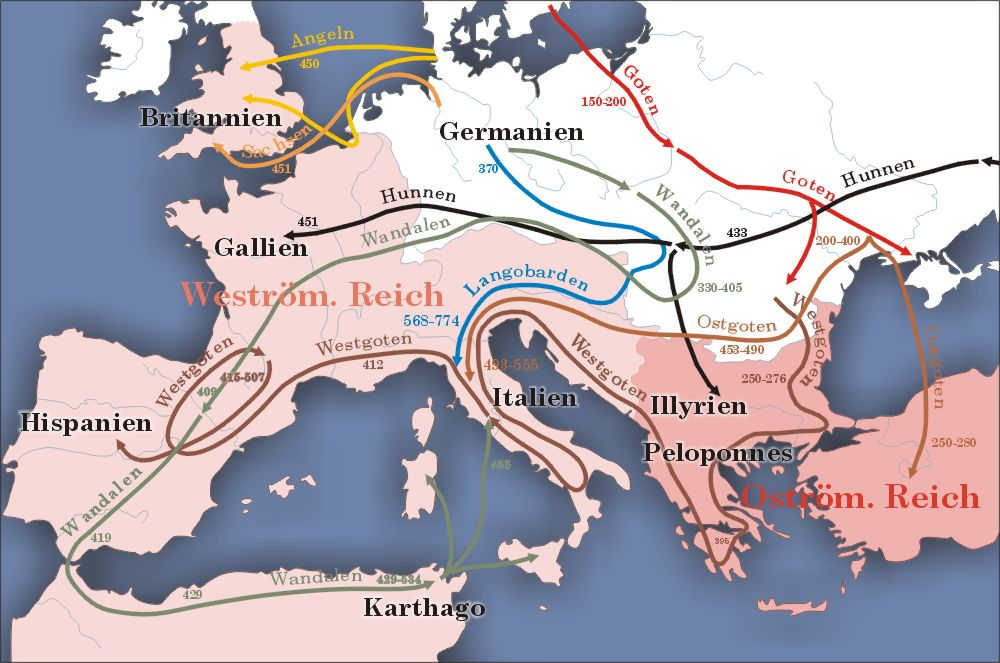
Postup Langobardů Evropou v období stěhování národů

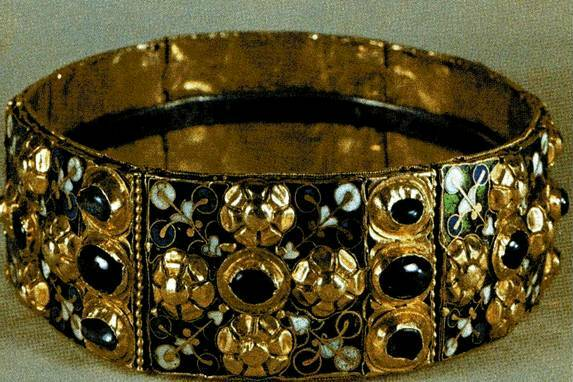
Kovová koruna Langobardů

Claffo (Claffone) (5. století? – kolem 500
?) byl ve druhé polovině 5. století králem germánského národa Langobardů z dynastie Lethingů. Jeho otcem byl langobardský král Gudeoch. Jeho synem byl Tato.
Vládl Langobardům v době stěhování národů, kdy se Langobardi přesouvali ze Skandinávie a severního Německa podél řeky Labe, aby se na přelomu 5. a 6. století usadili na území Čech, a jižní Moravy, kromě toho se usadili se souhlasem římského císaře Justiniána I. jako foederati i na území bývalé římské provincie Panonie a území Rugilandu (bývalé Noricum), které opustili Rugiové. O území severně od řeky Dunaj soupeřili s herulským králem Rodolfem, jehož byl Claffo vazalem. Langobardi nakonec v bitvě roku 508 krále Rodolfa zabili a Heruly porazili.